# Оскар (5-та церемонія вручення)
5-та церемонія вручення кінопремії «Оскар» відбулася 18 листопада 1932 року в готелі «Амбасадор» в Лос-Анджелесі. На здобуття премії було висунуто кінофільми, що вийшли в період з 1 серпня 1931 року по 31 липня 1932 року. Ведучими церемонії стали Конрад Найджел та Лайонел Беррімор. Це був перший рік, коли церемонія транслювалася на національному рівні по радіо. Вперше були присуджені три нагороди за короткометражні фільми: в мультиплікації, ігровому та науково-популярному кіно.
Найкращим фільмом став «Гранд-готель» — драма 1932 року, знята у стилі ар-деко. Режисер Едмунд Гулдінг запросив для участі в картині зірковий склад, зокрема, Грету Гарбо і Джона Беррімора.
Нагороду за найкращу чоловічу роль отримав Фредрік Марч за фільм «Доктор Джекілл і містер Хайд» — один з перших у світовому кінематографі фільм жахів, який також став класикою жанру і подарував послідовникам безліч оригінальних прийомів для зйомок. Найкраща жіноча роль дісталась Гелен Гейс за роль Мадлон Клоде у фільмі «Гріх Мадлон Клоде» — драматична історія матері-одиночки, яка заради сина стала на шлях проституції.
Приз за найкращу режисерську роботу отримав Френк Борзейгі за фільм «Погане дівчисько». Цей же фільм отримав нагороду за найкращий адаптований сценарій, написаний Едвіном Дж. Бурком. Найкращою операторською роботою «Оскара» 1932 року стала картина «Шанхайський експрес» знята Лі Гармесом.
Спеціальну премію, нагороду за видатні заслуги у кінематографі отримав Волт Дісней за створення Міккі Мауса, крім цього Дісней отримав статуетку за мультфільм «Квіти та дерева».

## Фотогалерея
|                                                       |
| Ірвінг Грант Тальберг, продюсер фільму «Гранд-готель» |

|                                                   |
| Френсіс Маріон, найкраще літературне першоджерело |

|                                        |
| Лі Ґармс, найкраща операторська робота |

|                                                               |
| Гел Роач, найкращий ігровий комедійний короткометражний фільм |

|                                                                   |
| Мак Сеннет, найкращий ігровий новаторський короткометражний фільм |

|                                                           |
| Волт Дісней, найкращий анімаційний короткометражний фільм |

### Найкраща режисерська робота
| Лауреат                             | Номінанти                                                           |
| ----------------------------------- | ------------------------------------------------------------------- |
| - Френк Борзейгі «Погане дівчисько» | - Кінг Відор «Чемпіон» - Джозеф фон Штернберг «Шанхайський експрес» |

### Найкраща чоловіча роль
| Лауреати                                                               | Номінант                   |
| ---------------------------------------------------------------------- | -------------------------- |
| - Фредрік Марч «Доктор Джекілл та містер Гайд» - Воллес Бірі «Чемпіон» | - Альфред Лант «Гвардієць» |

### Найкраща жіноча роль
| Лауреат                          | Номінанти                                               |
| -------------------------------- | ------------------------------------------------------- |
| - Гелен Гейс «Гріх Мадлон Клоде» | - Марі Дресслер «Мін і Білл» - Лінн Фонтенн «Гвардієць» |

## Переможці та номінанти

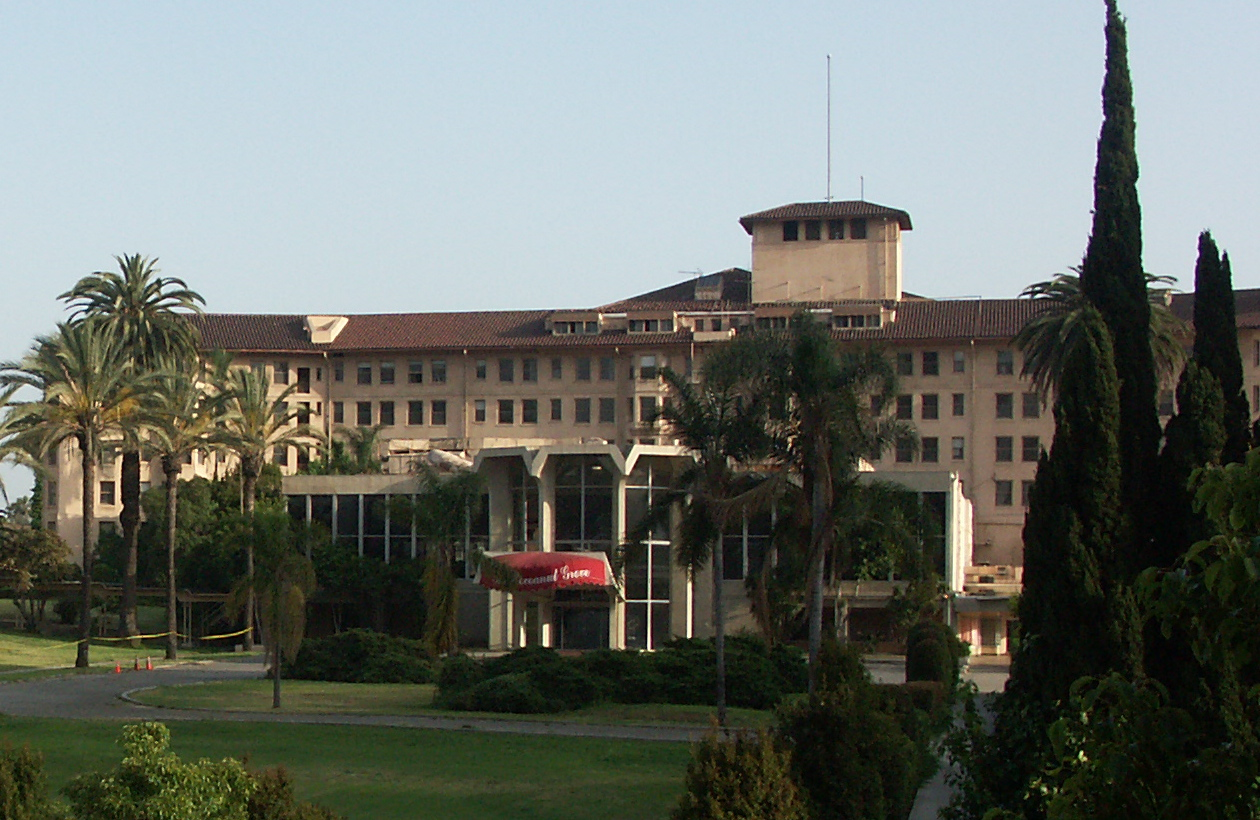
Готель «Амбасадор», у якому відбулася 5-та церемонія вручення премії «Оскар», 18 листопада 1932 року

Тут наведено список кінокартин, які отримали декілька номінацій або перемог:
| Фільм                       | Кількість номінацій | Кількість перемог |
| --------------------------- | ------------------- | ----------------- |
| Чемпіон                     | 4                   | 2                 |
| Ерроусміт                   | 4                   | —                 |
| Доктор Джекіл і містер Гайд | 3                   | 1                 |
| Погане дівчисько            | 3                   | 2                 |
| Шанхайський експрес         | 3                   | 1                 |
| Гвардієць                   | 2                   | —                 |

Переможці виділені окремим кольором.
| Категорії                                             | Лауреати та номінанти                                                                            |
| ----------------------------------------------------- | ------------------------------------------------------------------------------------------------ |
| Видатна постановка                                    | «Гранд-готель» / Grand Hotel — Ірвінг Грант Тальберг (Metro-Goldwyn-Mayer)                       |
| Видатна постановка                                    | «Одна година з тобою» / One Hour with You — Ернст Любіч (Paramount Publix)                       |
| Видатна постановка                                    | «Погане дівчисько» / Bad Girl — Вінфілд Шихан (Fox Film Corporation)                             |
| Видатна постановка                                    | «П'ятизірковий фінал» / Five Star Final — Гал Б. Волліс (First National Pictures)                |
| Видатна постановка                                    | «Усміхнений лейтенант» / The Smiling Lieutenant — Ернст Любіч (Paramount Publix)                 |
| Видатна постановка                                    | «Чемпіон» / The Champ — Кінг Відор (Metro-Goldwyn-Mayer)                                         |
| Видатна постановка                                    | «Шанхайський експрес» / Shanghai Express — Адольф Цукор (Paramount Publix)                       |
| Видатна постановка                                    | «Ерровсміт» / Arrowsmith — Семюел Голдвін (Samuel Goldwyn Productions)                           |
| Найкраща режисерська робота                           | Френк Борзейгі — «Погане дівчисько» / Bad Girl                                                   |
| Найкраща режисерська робота                           | Кінг Відор — «Чемпіон» / The Champ                                                               |
| Найкраща режисерська робота                           | Джозеф фон Штернберг — «Шанхайський експрес» / Shanghai Express                                  |
| Найкраща чоловіча роль                                | Фредрік Марч — «Доктор Джекілл та містер Гайд» / Dr. Jekyll and Mr. Hyde                         |
| Найкраща чоловіча роль                                | Воллес Бірі — «Чемпіон» / The Champ                                                              |
| Найкраща чоловіча роль                                | Альфред Лант — «Гвардієць» / The Guardsman                                                       |
| Найкраща жіноча роль                                  | Гелен Гейс — «Гріх Мадлон Клоде» / The Sin of Madelon Claudet                                    |
| Найкраща жіноча роль                                  | Марі Дресслер — «Емма» / Emma                                                                    |
| Найкраща жіноча роль                                  | Лінн Фонтенн — «Гвардієць» / The Guardsman                                                       |
| Найкращий адаптований сценарій                        | 'Едвін Дж. Бурк' — «Погане дівчисько» / Bad Girl                                                 |
| Найкращий адаптований сценарій                        | Семюел Гоффенстайн та Персі Гіт — "Доктор Джекілл та містер Гайд" / Dr. Jekyll and Mr. Hyde      |
| Найкращий адаптований сценарій                        | Сідні Говард — "Ерровсміт" / Arrowsmith                                                          |
| Найкраще літературне першоджерело                     | Френсіс Маріон — «Чемпіон» / The Champ                                                           |
| Найкраще літературне першоджерело                     | Люсьєн Хаббард — «Зірковий свідок» / The Star Witness                                            |
| Найкраще літературне першоджерело                     | Ґровер Джонс та Вільям Слевенс МакНатт — «Леді та джентльмен» / Lady and Gent                    |
| Найкраще літературне першоджерело                     | Адела Роджерс Сент Джонс та Джейн Мерфін — «Скільки коштує Голлівуд?» / What Price Hollywood?    |
| Найкраща операторська робота                          | Лі Ґармс — «Шанхайський експрес» / Shanghai Express                                              |
| Найкраща операторська робота                          | Карл Страсс — «Доктор Джекілл та містер Гайд» / Dr. Jekyll and Mr. Hyde                          |
| Найкраща операторська робота                          | Рей Джун — «Ерровсміт» / Arrowsmith                                                              |
| Найкраща робота художника-постановника                | Гордон Вайлз — «Трансатлантичний корабель» / Transatlantic                                       |
| Найкраща робота художника-постановника                | Лазар Меерсон — «Свободу нам!» / À nous la liberté                                               |
| Найкраща робота художника-постановника                | Річард Дей — «Ерровсміт» / Arrowsmith                                                            |
| Найкращий звук                                        | Paramount Publix Studio Sound Department                                                         |
| Найкращий звук                                        | Metro-Goldwyn-Mayer Studio Sound Department                                                      |
| Найкращий звук                                        | RKO Radio Studio Sound Department                                                                |
| Найкращий звук                                        | Warner Brothers First National Studio Sound Department                                           |
| Найкращий ігровий комедійний короткометражний фільм   | Гел Роач — «Музична скринька» / The Music Box                                                    |
| Найкращий ігровий комедійний короткометражний фільм   | Мак Сеннет — «Крикливий рот» / The Loud Mouth                                                    |
| Найкращий ігровий комедійний короткометражний фільм   | RKO Radio — «Scratch-As-Catch-Can»                                                               |
| Найкращий ігровий комедійний короткометражний фільм   | RKO Radio — «Відважні серця і золоті руки'» / Stout Hearts and Willing Hands (дискваліфікований) |
| Найкращий ігровий новаторський короткометражний фільм | Мак Сеннет — «Сутичка з рибою-меч» / Wrestling Swordfish                                         |
| Найкращий ігровий новаторський короткометражний фільм | Paramount Publix — «Екранні сувеніри» / Screen Souvenirs                                         |
| Найкращий ігровий новаторський короткометражний фільм | Metro-Goldwyn-Mayer — «Зліт» / Swing High                                                        |
| Найкращий анімаційний короткометражний фільм          | Волт Дісней — «Квіти і дерева» / Flowers and Trees                                               |
| Найкращий анімаційний короткометражний фільм          | Леон Шлезінгер — «Воно знову захопило мене!» / It's Got Me Again!                                |
| Найкращий анімаційний короткометражний фільм          | Волт Дісней — «Міккі Маус і сироти» / Mickey's Orphans                                           |

## Спеціальна премія за видатні заслуги
| - Волт Дісней — за створення Міккі Мауса |

## Премія за наукові та технічні досягнення
Нагорода II класу
- TECHNICOLOR Motion Picture Corp.

Нагорода III класу
- EASTMAN KODAK COMPANY[12]